# Gniebing-Weißenbach
Gniebing-Weißenbach var en kommun i distriktet Südoststeiermark i förbundslandet Steiermark i Österrike. Den bestod av fyra orter (Ortschaften) (inom parentes invånarantal 1 januari 2024):
- Gniebing (1 109)
- Oberweißenbach (230)
- Paurach (267)
- Unterweißenbach (645)

Kommunen blev den 1 januari 2015 en del av kommunen Feldbach. 